# Беличи (Владимирский район)

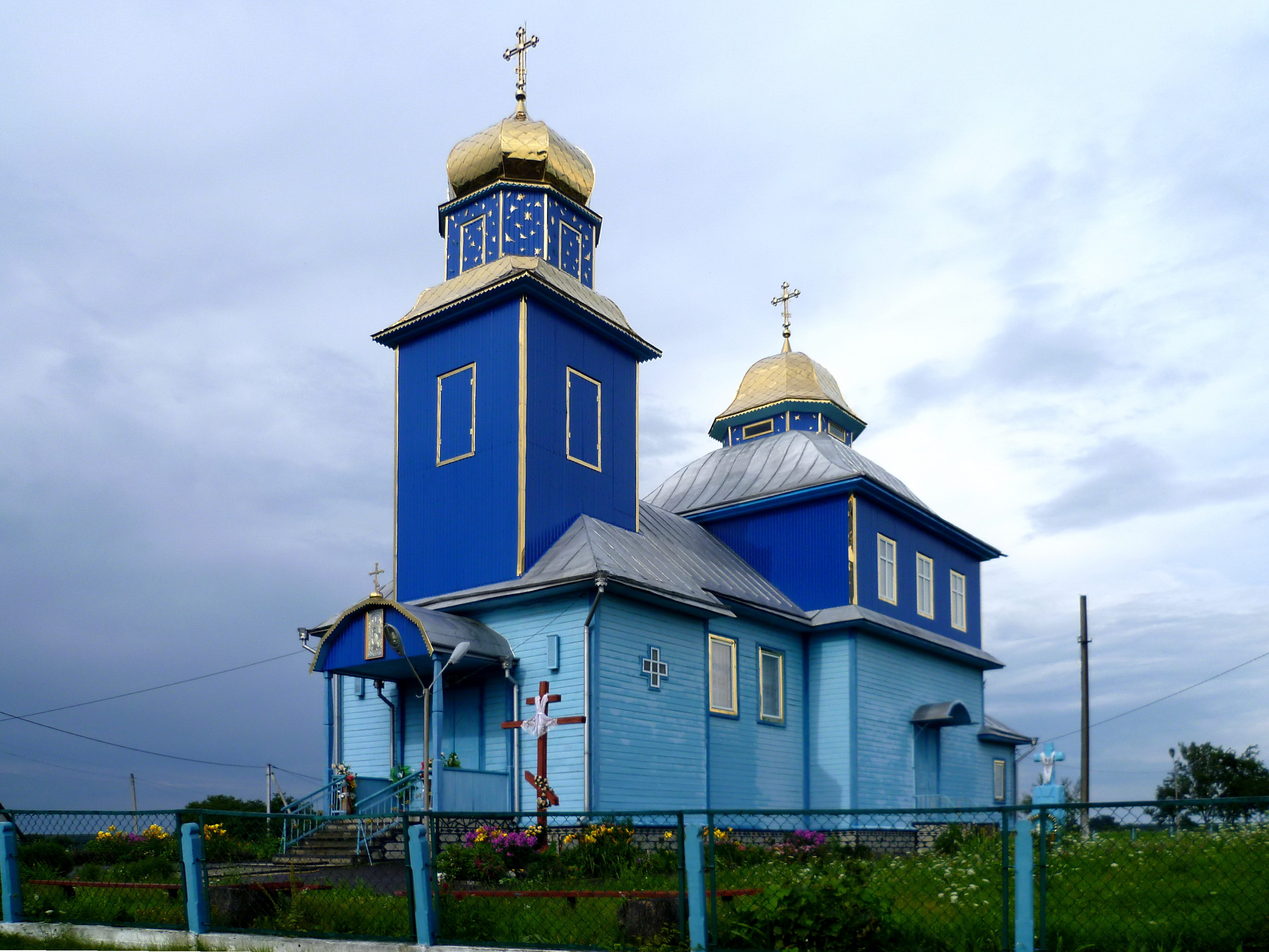
Михайловская церковь (1930 года постройки)

Беличи (укр. Біличі) — село в Литовежской сельской общине Владимирского района Волынской области Украины.
До 2020 года входило в Иваничевский район.
Код КОАТУУ — 0721181802. Население по переписи 2001 года составляет 528 человек. Почтовый индекс — 45351. Телефонный код — 3372. Занимает площадь 10,8 км².